# Flagello (biologia)

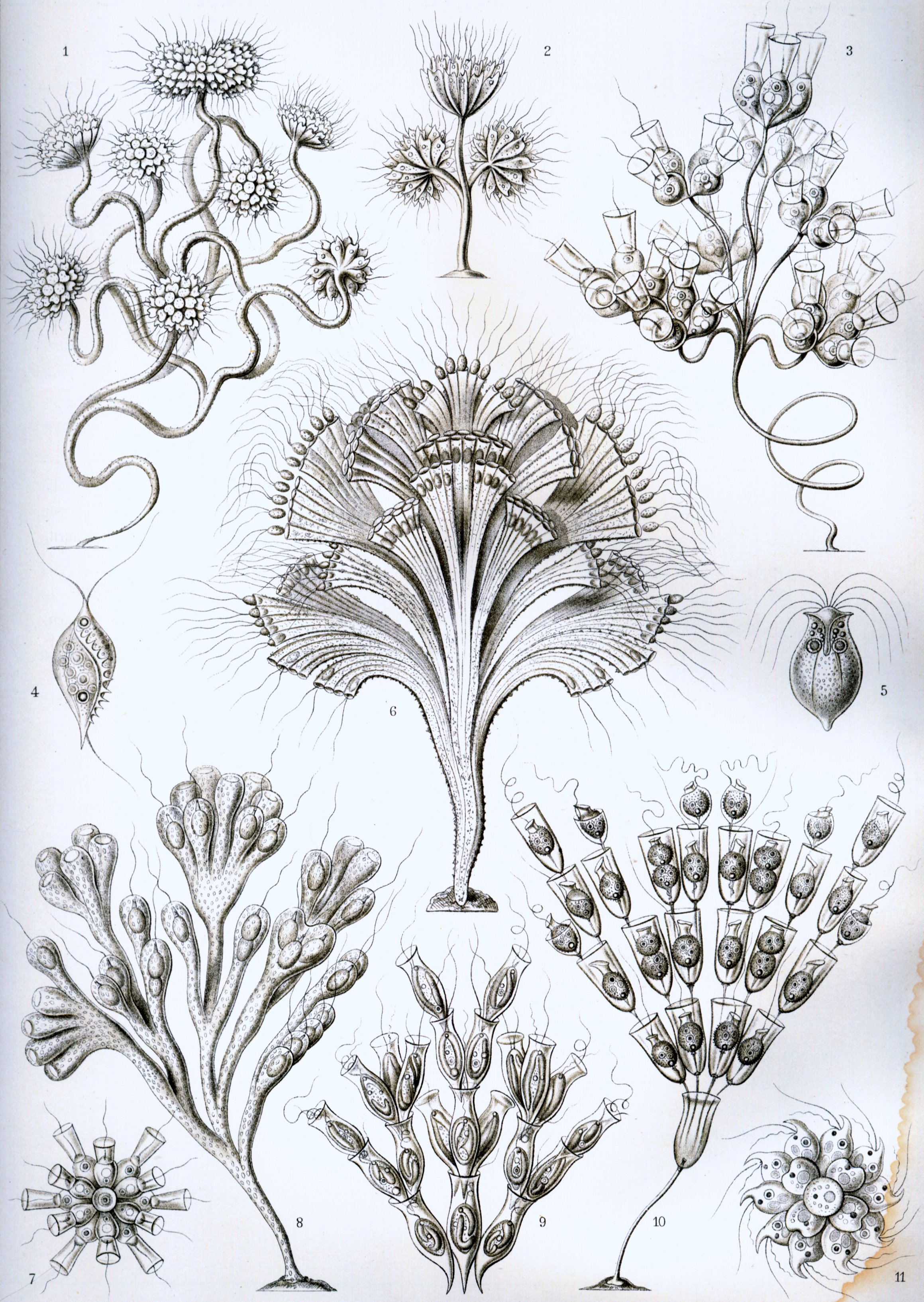
Alcuni rappresentanti dell'ordine dei Flagellati da una stampa di Ernst Haeckel in Kunstformen der Natur (1904).

I flagelli sono appendici cellulari, lunghe e sottili, disposte in modo differente in vari organismi monocellulari, tra cui i flagellati. Hanno una funzione motoria, e sono tipici soprattutto dei batteri bacillari, in quanto i cocchi preferiscono gli ambienti secchi. Il numero e la posizione dei flagelli rappresentano un dato importante per la classificazione di alcune specie batteriche. Se una cellula possiede un’appendice o più di una e se questa è molto lunga (circa 200um) rispetto alle dimensioni cellulari, si parla di flagelli. Se la cellula possiede invece piccole appendici si parla invece di ciglia. Le ciglia dei flagelli degli organismi, sia unicellulari che pluricellulari, di dimensioni ridotti, sono fondamentali per il movimento cellulare in ambiente acquoso.

## Batteri
Strutture analoghe ai flagelli sarebbero comparse nelle prime fasi dell'evoluzione dei procarioti più antichi. Nella teoria di Lynn Margulis, deriverebbero da spirochete endosimbiontiche. Molti procarioti, come ad esempio i batteri, possiedono lunghe fibre che si estendono dalla superficie della cellula, chiamati per l’appunto flagelli. Questi flagelli sono fondamentali, oltre che per il movimento cellulare, anche per la propulsione della cellula stessa. La struttura dei flagelli al livello dei batteri è diversa da quella presente nelle cellule eucariotiche. Alcune cellule procariotiche hanno delle strutture simili a peli, chiamate fimbrie, queste strutture vengono usate per l’adesione tra di loro o per aggrapparsi alla superficie delle cellule di altri organismi.
I flagelli procariotici, a differenza di quelli eucariotici, sono implicati nel moto cellulare, in particolare nella chemiotassi, ovvero il movimento in risposta agli elementi chimici presenti nell'ambiente,che consente alla cellula di compiere un moto semidirezionato in base al campionamento temporale (compiuto da chemiorecettori) di attraenti e repellenti. Ad esempio i batteri si muovono verso le sostanze nutritive, mentre tendono ad allontanarsi dalle sostanze che loro reputano dannose.Il movimento rotatorio non è casuale; ad esempio molti procarioti mostrano un cambiamento nel movimento in base alle variazioni della luce nell’ambiente, questo processo è definito fototassi. I flagelli facilitano il movimento in ambiente acquoso degli organismi sia unicellulari che pluricellulari.un movimento antiorario imprime il moto al batterio, un movimento orario determina l'arresto. Solo i batteri monotrichi hanno la possibilità di compiere il solo movimento antiorario. La velocità massima che può essere raggiunta da un batterio dotato di flagello varia tra i 3 e i 60 µm/s.
Nella distribuzione polare sono localizzati ad uno o ad entrambi i poli della cellula, in quella peritrica si originano da numerosi punti mentre in quella lofotrica un ciuffo di flagelli si origina da un'estremità della cellula. A seconda della quantità e della distribuzione, i batteri prendono il nome di:
- Monotrichi (possiedono un solo flagello, ad una estremità), come il Vibrio cholerae
- Anfitrichi (possiedono due flagelli, alle estremità), ad esempio Thimus serpilum [???].
- Lofotrichi (più flagelli ad un'estremità a formare un ciuffo), come Epidermidis vorticella.
- Peritrichi (più flagelli sparsi su tutta la superficie), ad esempio Nebulifera.

La desinenza trichi deriva dal greco antico trichos che significa capello o pelo.
Anche gli archeabatteri sono provvisti di flagelli, ma più sottili di quelli dei batteri e più simili ai pesci [???] che ai flagelli batterici. Infatti l’assemblaggio delle strutture flagellari degli Archea si è evoluta in maniera molto diversa rispetto a quella dei batteri. Inoltre il flagello dei procarioti ha varie funzioni oltre al nuoto, infatti i flagelli possono essere usati per partecipare alla formazione del biofilm. I ricercatori hanno scoperto infatti che i batteri usano il flagello per percepire l’umidità. Sono presenti anche quei batteri che non presentano nessun tipo di struttura flagellare, essi si possono muovere sia per scivolamento sia per contrazione.
Molti batteri flagellati possono causare malattie ad esseri umani, animali e piante; per molti di questi agenti patogeni la motilità è essenziale, inoltre vi è una stretta correlazione con la propria virulenza: diversi studi affermano che i flagelli sono generalmente accettati come importanti fattori di virulenza, e l'espressione e la repressione della flagellazione [???] e della virulenza hanno dimostrato in diversi casi di essere collegate.

## Costituzione del flagello

Rappresentazione schematica del flagello di un batterio Gram -

I flagelli hanno forma elicoidale e sono costituiti da tre domini differenti: filamento, uncino e corpo basale. Di seguito sono elencate le brevi definizioni di queste parti del flagello. Nei flagelli, il filamento è la parte che si estende dalla cellula nel mezzo circostante, è formato da numerose sub unità di una proteina detta flagellina. A differenza degli organismi eucarioti, i flagelli dei procarioti non possiedono dei microtubuli al loro interno.

### Il gancio
Il gancio (o uncino) è invece una singola proteina con la funzione di connettere il filamento al corpo basale, il suo nome si riferisce alla forma arcuata che imprime al filamento un moto circolare. È fondamentale la sua presenza perché senza di questo il flagello sarebbe una struttura dritta non più in grado di impartire moto circolare.

### Il corpo basale
Il corpo basale, o cinetosoma, è una struttura complessa, formato da un insieme di piastre discoidali che fissano la struttura del flagello alla parete cellulare e alla membrana plasmatica, questo è fondamentale per permettere la rotazione dell’uncino e del filamento del flagello, differente nei gram negativi e positivi, accomunata dalla presenza dell'anello MS immerso nella membrana citoplasmatica e complessato con proteine MOT (che permettono il moto grazie ad una forza protone-motrice) e proteine FLI (che invertono la rotazione dell'uncino). Sembra che il corpo basale sia la struttura organizzatrice dei flagelli quando questi iniziano a formarsi, alcuni dati sperimentali dimostrano che il processo di crescita avviene per applicazione di subunità di tubulina alla vetta dei microtubuli piuttosto che alla base. I corpi basali e i centrioli sembrano essere connessi da un punto di vista funzionale, inoltre presentano molte similitudini dal punto di vista strutturale. I corpi basali e i centrioli infatti si trovano in cellule di organismi che sono in grado di produrre cellule che possiedono o flagelli o ciglia. Queste cellule comprendono le cellule animali, alcuni protisti, pochi funghi e piante. Sia i centrioli che i flagelli inoltre riescono a replicarsi in maniera autonoma.
L’origine del cinetosoma, ovvero centrioli e corpuscoli basali, è strettamente correlata alla presenza e all’origine dei centrioli; nei cinetosomi, di fatto, è stata confermata la presenza di DNA e RNA, il che può presuppore che in essi possa avare luogo la sintesi delle proteine; alcuni studi dimostrano che i Flagelli asportati sperimentalmente si rigenerano con una velocità di circa 0,2 micrometri al minuto.
Per cui possiamo affermare che la formazione del flagello abbia inizio quando nella porzione apicale del citoplasma abbia luogo l’accumulo progressivo di materiale fibrogranulare, da cui originano i centrioli che si allineano regolarmente al di sotto del plasmalemma (ogni centriolo può dare origine ad un satellite laterale, la radice in direzione prossimale e infine ad un flagello dal lato apicale); successivamente il flagello inizia la sua formazione a partire da  una vescicola che compare all’estremità distale del Corpo Basale e lo stelo del flagello ne determina una introflessione della parete della vescicola che temporaneamente lo avvolge fino alla formazione della sua guaina definitiva.
Avvenuta la completa formazione del flagello, questo, attraverso degli specifici processi, garantisce la motilità alla cellula o al batterio; tuttavia, vi è un caso in cui questa motilità non viene espressa: il Flagello degli spermatozoi, di fatto, non possiede questa capacità una volta generato, ma la raggiungerà solo successivamente grazie alla aggiunta della proteina dineina; questo processo è determinato geneticamente.

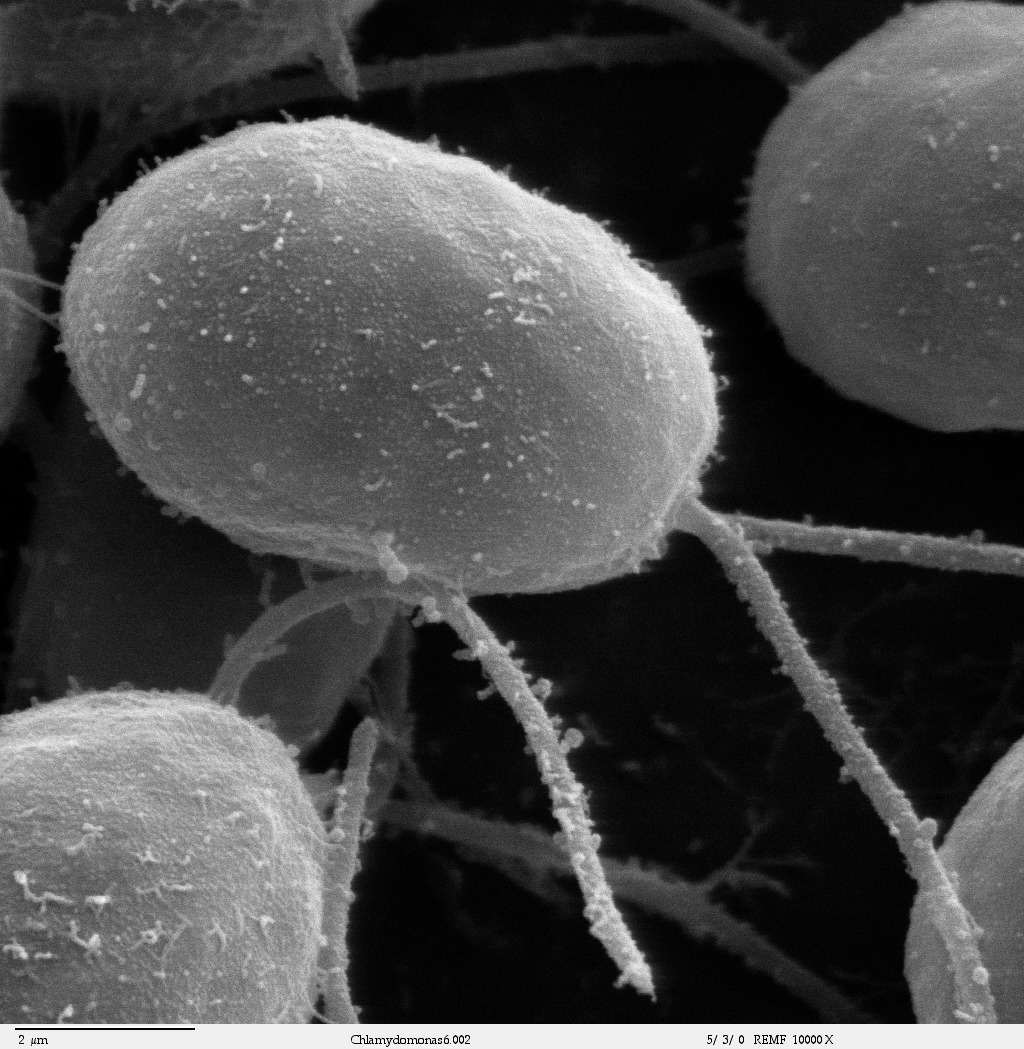
Esempio di un organismo flagellato

## Flagelli in cellule di metazoi
La forma del flagello si ritrova anche in alcune cellule di metazoi, come ad esempio gli spermatozoi. Lo spermatozoo, infatti, possiede un flagello particolare, chiamato coda, il cui citoplasma, per un lungo tratto iniziale, è relativamente spesso, contenente varie strutture cellulari, tra le quali particolari mitocondri spiraliformi. Il processo che porta all’acquisizione della coda è chiamato spermatogenesi, infatti in questo processo si passa da una cellula chiamata spermatide, precursore dello spermatozoo, che nel processo di maturazione, perde la forma rotondeggiante e buona parte del citoplasma, acquisendo le strutture flagellari e acrosomiali. In particolare questa struttura di tipo flagellare è la porzione più lunga dello spermatozoo, al di sotto della membrana plasmatica vi è una guaina fibrosa che, in corrispondenza con le porzioni ventrale e dorsale della coda, si ispessisce a formare rispettivamente una colonna dorsale ed una ventrale. Le due colonne percorrono tutto il tratto della coda e funzionano come una duplice colonna su cui si agganciano i semianelli. L’asse che passa dalle due colonne suddivide il tratto in camera maggiore e camera minore. Al centro si trova l’assonema che prosegue fino all’estremità finale della coda dove è rivestita solo dalla membrana plasmatica. La coda inoltre è rivolta verso il lume. La coda dello spermatozoo è lunga complessivamente dai 55 ai 60 um, è legata alla testa dello spermatozoo grazie all’interposizione di un collo, è la parte più mobile dello spermatozoo.
Inoltre flagelli corti e molto spesso statici si possono riscontrare in determinate cellule dell’epitelio del nefrone, si può riscontrare nella rete testis ed anche al livello dei dotti ghiandolari. La funzione dei flagelli in questi distretti dell’organismo è purtroppo ancora sconosciuta.
Le piante più evolute e i funghi non producono flagelli, anche se ciò avviene nelle alghe verdi e nelle chitridi strettamente imparentate. Molti protisti posseggono forme di flagelli. I flagelli si trovano in molti organismi eucariotici e probabilmente tutti gli eucarioti da cui si sono evoluti hanno avuto origine da questi.

### Forma e comportamento
I flagelli eucarioti sono composti da due strutture contenenti microtubuli: corpo basale e assonema. Il corpo basale ha la struttura di un centriolo, con 9 triplette disposte circolarmente, mentre l'assonema è provvisto di 9 doppiette di microtubuli disposte a cerchio, dineine assonemali collegate alle doppiette ed altre proteine di collegamento verso il centro della struttura che agiscono come convertitori di moto (permettono la flessione del flagello a partire dai movimenti imposti dall'azione delle dineine sui microtubuli). la struttura dell’assonema si estende dall’estremità del flagello. Al centro del complesso possono inoltre trovarsi 2 microtubuli singoli (struttura 9+2) I microtubuli presenti nei flagelli sono molto simili, sia al livello morfologico sia a livello chimico, a quelli presenti nel citoplasma quando la cellula è in interfase. ciascuna coppia periferica è formata da due tipi di tubuli chiamati subfibrilla A e subfibrilla B. la subfribrilla A possiede delle proiezioni laterali chiamate braccia, esse sono orientate in senso orario e sono molto importanti per il movimento flagellare. L’importanza dei bracci la possiamo notare grazie alle osservazioni effettuate sulla cosiddetta sindrome di Kartagener. Essa infatti è una mutazione rara presente soprattutto nelle regioni della Nuova Zelanda, questa sindrome provoca l’assenza di una proteina fondamentale per il movimento flagellare che è la dineina. Grazie alla colorazione negativa si è evidenziato che la parete dei tubuli centrali e della Subfibrilla A è costituita da un fascio di 13 filamenti(protofilamenti) con andamento elicoidale e disposti longitudinalmente. La subfibrilla A quando si fonde con la subfibrilla B ha una parete non del tutto completa è costituita da 10 o 11 protofilamenti. I protofilamenti a loro volta sono costituite da subunità di tubulina. Questa organizzazione è comune anche ad altre strutture, ad esempio: ciglia, centrioli e fuso mitotico. Le subunità di subfibrilla A sono unite tra di loro tramite sottili ponti di una proteina chiamata nexina.
I flagelli spesso sono dotati di peli chiamati mastigonemi, o contengono cannule. La loro ultrastruttura ha un ruolo importante nella classificazione degli eucarioti.
Nei protisti e negli animali microscopici, i flagelli sono generalmente utilizzati per la propulsione. Potrebbero anche venire usati per creare una corrente che porta nutrimento, anche se di solito questo compito è affidato alle ciglia, che hanno la stessa struttura ma sono più piccole e si muovono ritmicamente (battito) in modo organizzato. In molti eucarioti uno o più flagelli vengono sistemati vicino o sulla parte anteriore della cellula. Spesso ve n'è uno diretto in avanti e un altro che lo insegue all'indietro. I microtubili si muovono scivolando affiancati gli uni con gli altri. La forza di questo scivolamento è data dalle subunità di dineina, alimentate dall’ATP. I bracci di dineina riescono a far rompere i ponti con i quali le coppie di microtubuli sono tenute insieme, successivamente questi ponti vengono riformati, questo meccanismo permette alle coppie di microtubuli di muoversi. Le coppie di microtubuli “camminano” lungo le coppie adiacenti. I micotubuli però vengono, nel loro processo di scivolamento, sono bloccate dalla presenza di proteine flessibili che collegano insieme le coppie di microtubuli. Come risultato di questa azione che permettono il movimento, i microtubuli si piegano dando origine ad un battito. In contrasto a come avviene nelle ciglia, dove il movimento avviene dall’indietro all’avanti, nel flagello si ha un movimento simile a quello di una frusta; infatti, si esercita una forza perpendicolare alla superficie cellulare.
Tra gli animali, i funghi e i coanozoi, che nell'insieme costituiscono un clado denominato opistoconti, è presente un unico flagello posteriore.

## Terza legge della dinamica
I flagelli degli spermatozoi e dell'alga verde Chlamydomonas riescono a muoversi in un fluido altamente viscoso senza dissipare energia, violando apparentemente la terza legge della dinamica.